# 政治契約
政治契約，是一种契约，和社會契約息息相關。人們為了有效防止生命財產被侵略，進而得到更美好的生活，透過彼此間共同的約定，也就是一種「社會契約」，無強制性的，並且把大家結合成一個「共同體」，接著，由一個社會演變為一個國家，進入了所謂的"政治社會"，這時會有特定的人制定法律，政府執行遵循共同的契約，來約束人們，而所參與的人們同意了這份"政治契約"，並遵守其中的規定。基本上來講，社會基本上由未明定的社會契約走向明文規定的政治契約。

## 政治契約與社會契約的比較
- 社會契約：自然形成的，無強制性的，人與人形成社會時自然形成相互遵行的共識，若群眾共識強烈形成公意。
- 政治契約：有目的的產生，有強制性的，特定的人群透過法律制定，政府執行遵循共同的契約。